# Altpreußisches Infanterieregiment No. 59 (1806)
Das Infanterie-Regiment No. 59 war ein Infanterieverband der altpreußischen Armee.

## Geschichte
Das Regiment No. 59 war das letzte Infanterieregiment, das als Teil der altpreußischen Heeresorganisation aufgestellt wurde. Zwar erhielt das in Warschau errichtete Regiment von Chlebowsky mit der Nummer 60 im Oktober 1806 eine höhere Stammnummer zugeteilt, war jedoch bereits im November 1802 aufgestellt worden, während No. 59 erst im Januar/März 1803 folgte.
Entsprechend den Bedingungen eines Vertrages zwischen der Republik Frankreich und dem Königreich Preußen vom 23. Mai 1802, der die Abtretung linksrheinischer preußischer Gebiete an Frankreich regelte, wofür Preußen durch das Reich mit Territorien säkularisierter geistlicher Fürstentümer entschädigt werden sollte, rückte Generalleutnant  Leopold Alexander von Wartensleben am 21. August 1802 mit einem preußischen Korps in Erfurt ein mit dem Befehl, Stadt und Umland – bis dahin Kurmainzer Territorium – in Besitz zu nehmen. Das preußische Vorgehen war ein eigenmächtiger Vorgriff auf die Regelungen des erst noch im Entstehen begriffenen Reichsdeputationshauptschlusses.
In Erfurt befanden sich zu jener Zeit das rund 400 Mann starke Kurmainzer Infanteriebataillon von Knorr sowie das zehn Kompanien umfassende Bürgermilitär. Die Kurmainzer Soldaten wurden in die preußische Armee übernommen, das Bürgermilitär aufgelöst.
Am 24. Januar 1803 erließ König Friedrich Wilhelm III. den Befehl zur Aufstellung eines neuen Infanterieregiments mit Garnison Erfurt zum 1. März 1803. Zum Regimentschef wurde Wartensleben ernannt, der zudem ab dem 10. Februar Gouverneur von Stadt und Festung war.
Das Regiment wurde vorwiegend aus bereits vorhandenen Einheiten zusammengesetzt: Es erhielt als Stamm das 2. Bataillon des in der Stadt befindlichen Regiments No. 43, verstärkt durch die übernommenen Kurmainzer Soldaten sowie Stadtsoldaten aus Mühlhausen und Nordhausen sowie einigen Männern des Füsilier-Bataillons Wedell und vermutlich auch des kurz zuvor aufgelösten Militärs des Hochstifts Münster. Die noch fehlenden Rekruten, um das Regiment auf vorschriftsmäßige Stärke zu bringen, konnten im Erfurter Umland ausgehoben werden, das in das Kantonssystem eingegliedert wurde. Hinzu kamen Freiwillige durch Werbung. Am 1. März legte das vollständig aufgestellte Regiment auf dem Krämpfer Feld vor Erfurt den Fahneneid ab.
Am 6. Oktober 1806 marschierten das 1. und 2. Bataillon des Regiments aus Erfurt ab, um sich der preußischen Hauptarmee zum Feldzug gegen die französischen Truppen anzuschließen. Das 3. Bataillon blieb als Garnison in der Stadt. Die beiden ersten Bataillone waren Teil der Streitmacht, die in der Schlacht bei Auerstedt zum Einsatz gelangte, und zerfielen nach der Niederlage: Die Grenadierkompanien lösten sich während des Rückzugs zur Elbe weitgehend auf, Teile des 1. Bataillons flüchteten sich im Laufe des 15. Oktober zurück nach Erfurt, Überreste des 2. Bataillons flohen in die Festung Magdeburg.
Am Abend des 15. Oktober unterzeichnete Prinz Wilhelm Friedrich von Oranien die Kapitulation Erfurts vor den mittlerweile nachgerückten Franzosen, die am folgenden Tag kampflos die Stadt besetzten. Die dort befindlichen Teile des Regiments No. 59 gingen in Kriegsgefangenschaft.
Am 8. November kapitulierte auch Magdeburg, und die letzten Reste des Regiments, die sich dort aufhielten, gingen gleichfalls in Gefangenschaft. Damit hatte das Infanterie-Regiment von Wartensleben zu bestehen aufgehört.

## Stärke und Organisation
Das Regiment hatte reguläre Stärke entsprechend den Vorschriften von 1799: zwei Musketierbataillone mit jeweils fünf Kompanien zu 120 Mann; ein Musketierbataillon mit vier Kompanien sowie eine Invalidenkompanie zu 120 Mann; zwei Grenadierkompanien zu je 150 Mann.
Die Kantone, aus denen das Regiment seine Rekruten bezog, waren aus dem ehemals Kurmainzer Erfurter Land gebildet worden: Erfurt, Mühlhausen, Nordhausen sowie das Eichsfeld.

## Uniformierung
Das Regiment trug die Uniform des Modells 1798 mit frackartig geschnittenem blauem Rock, rotem Schoßfutter, weißen Beinkleidern und schwarzen Gamaschen. Rabatten, Ärmelaufschläge und Kragen waren in Weiß gehalten, die Halsbinde war rot. Die Musketiere trugen schwarze Dreispitze vom Modell 1798, die Grenadiere die Grenadiermütze Modell 1799.